# Batalla de Xaizar
En la batalla de Xaizar, el 1111, un exèrcit croat comandat pel rei Balduí I de Jerusalem tingué un enfrontament amb l'exèrcit seljúcida comandat per Mawdud ibn Altuntash de Mossul, en què s'aplicà la tàctica de retirada per part dels croats i els seljúcides no aconseguiren el seu objectiu de minvar les forces cristianes.

## Antecedents
Des de començaments del 1110 i fins al 1115, Muhàmmad ibn Màlik-Xah, soldà seljúcida de Bagdad, llançà ofensives anuals sobre els estats croats. El primer d'aquests atacs tingué com a objectiu el Comtat d'Edessa i fou repel·lit. Impulsat per les demandes d'alguns ciutadans d'Alep i pels romans d'Orient, el soldà ordenà una ofensiva més gran sobre les possessions dels croats al nord de Síria l'any 1111. El soldà designà Mawdud ibn Altuntash, atabeg de Mossul, com a comandant de l'exèrcit. La força incloïa contingents de Diyarbakır i Ahlat, comandats per Sökmen al-Qutbi, de Hamadan comandades per Bursuq ibn Bursuq i de Mesopotàmia al cap d'Ahmadil i altres emirs.

## D'Edessa cap a Alep
En aproximar-se el gran exèrcit musulmà, la petita tropa del Comtat d'Edessa es retirà cap a l'interior de les muralles de les dues principals ciutats. Tot i que els seljúcides es movien amb impunitat per les terres dels estats croats, foren incapaços de fer mal a Edessa ni a Turbessel (Tell Bashir). Aviat els frustrats musulmans es traslladaren a Alep. En aquesta ciutat, les forces de Damasc, comandades per Tughtikín s'uniren a l'exèrcit de Mawdud.
Encara que la majorita dels ciutadans d'Alep estaven ben avinguts amb els musulmans, el governant de la ciutat, Fakhr-al-Mulk Ridwan refusà obrir-los les portes. Ridwan considerava l'exèrcit del soldà una amenaça cap a la seva autoritat. Bursuq i Sukman al-Qutbi començaren a barallar-se l'un contra l'altre. Cap dels dos comandants musulmans estava bé de salut i quan Sukman notà que la malaltia empitjorava, abandonà l'exèrcit en mans dels seus seguidors, però morí abans d'arribar a casa. Bursuq també abandonà la lluita i portà el seu contingent a casa. Ansiós per rebre els territoris de Sukman, Ahmadil abandonà l'exèrcit per pressionar el soldà amb les seves reclamacions.

## D'Alep a Xaizar
Durant aquest temps Tancred havia aplegat l'exèrcit d'Antioquia i l'havia establert al castell de Rugia, a prop de Jisrash Xughur, un gual per travessar el riu Orontes, a uns 50 km al sud d'Antioquia. En rebre petició de suport per part del governant independent Munqidh de Xaizar, l'exèrcit de Mawdud es traslladà a 120 km al sud-oest d'Alep i acampà als afores d'aquesta població.
Tancred demanà suport al rei Balduí I, que arribà amb el seu exèrcit i el del comte Bertran de Trípoli. Els dos exèrcits cristians s'uniren a Rugia, on els esperava un contingent d'Edessa comandat pel comte Balduí. Tots plegats, avançaren primer cap a la ciutat cristiana d'Apamea, i després anaren cap a Xaizar.

## Batalla
L'exèrcit de Mawdud emprà les seves tàctiques habituals d'atacar i empaitar amb intenció de tallar l'arribada de subministraments a l'exèrcit cristià i impedint que poguessin abeurar els cavalls en l'Orontes. Els croats refusaren les provocacions i no entraren en combat, sinó que es traslladaren tancant la formació i avançant més junts. Quan els arquers a cavall seljúcides se'ls aproximaven massa, únicament lluitaven per treure-se'ls de sobre. Més que una batalla, l'acció fou un constant atacar i repel·lir en què els seljúcides no aconseguiren aturar l'avanç de l'exèrcit croat.
Els cristians acamparen a prop de Xaizar però a les dues setmanes es veieren forçats a recular cap a Apamea perquè els seljúcides havien impedit l'arribada de subministraments. Durant la retirada, tornaren a ser assetjats, però no caigueren en el parany d'entrar en un enfrontament directe. Llavors els guerrers de Mawdud, descoratjats per no reeixir en cap intent, es dispersaren i tornaren a casa.
El diplomàtic i futur poeta Ussama ibn Múnqidh, que llavors tenia 16 anys, participà en la batalla i després la narrà en la seva obra Kitab al-I'tibar.

## Resultats
El resultat fou més aviat un empat, els uns atacant sobre els soldats en marxa mentre els altres actuaven a la defensiva sense entrar en una veritable batalla. Això permeté al rei Balduí I i a Tancred reeixir en la defensa del Principat d'Antioquia. Cap ciutat ni castell dels croats caigué en mans dels seljúcides durant aquest enfrontament. La següent acció bèl·lica important seria al nord de Síria, quan el 1115 es produí la batalla de Sarmin.